# Roháč žirafí
Roháč žirafí (Prosopocoilus giraffa) je brouk z čeledi roháčovitých, který obývá jižní a jihovýchodní Asii. Vyskytuje se v tropických deštných lesích. Larvy žijí v tlejícím dřevě a vyvíjejí se 7 až 14 měsíců, dospělec žije 12 až 15 měsíců.
Vedou převážně noční způsob života. Samci jsou agresivní a vedou souboje pomocí mohutných kusadel, která jsou na vnitřní straně vybavena ostrými výrůstky. Kusadla mohou dosáhnout až polovinu délky těla, jejich podobnost s krkem žirafy dala druhu název. Poddruh Prosopocoilus giraffa keisukei měří na délku až 12 centimetrů a je největším známým roháčem.

## Seznam poddruhů
- Prosopocoilus giraffa borobudur
- Prosopocoilus giraffa daisukei
- Prosopocoilus giraffa giraffa
- Prosopocoilus giraffa keisukei
- Prosopocoilus giraffa makatai
- Prosopocoilus giraffa nilgiriensis
- Prosopocoilus giraffa nishikawai
- Prosopocoilus giraffa nishiyamai
- Prosopocoilus giraffa timorensis